# Целитанс, Гундарс
Гундарс Целитанс (латыш. Gundars Celitāns, род. 14 июня 1985 года, Даугавпилс) — латвийский волейболист, диагональный.

## Биография
Гундарс Целитанс родился в Даугавпилсе, там же начал заниматься в волейболом. Первым профессиональным клубом в карьере Гундарса стал рижский «Ласе-Робежсардзе», в составе которого он дважды становился чемпионом Латвии, признавался лучшим игроком национального первенства. С 2004 года входил в состав сборной Латвии.
В 2007 году подписал контракт с французским «Канном». По итогам чемпионата Франции-2007/08 Целитанс, набрав 587 очков в 27 матчах, стал самым результативным игроком дивизиона Про-A и был признан лучшим подающим. Высокую результативность молодой игрок показал и в розыгрыше Лиги чемпионов, где его «Канн» добрался до «Финала шести», уступив на этой стадии будущему победителю Лиги, казанскому «Динамо-Таттрансгаз».
Вскоре Гундарс получил предложение играть за российский клуб «Локомотив-Белогорье», в составе которого в сезоне-2008/09 завоевал Кубок Европейской конфедерации волейбола.
В 2009—2012 годах играл в команде «Зираатбанк» из Анкары, сезон-2012/13 провёл в «Модене», став самым результативным игроком чемпионата Италии. Затем выступал за турецкий «Истанбул Бююкшехир Беледьеши». Весной 2014 года перенёс операцию на плече и сезон-2014/15 был вынужден почти полностью пропустить. В июле 2015 года заключил контракт с клубом «Ури Кард» (Сеул), но спустя полгода покинул команду из-за очередной травмы.
Осенью 2016 года объявил о завершении игровой карьеры.

## Достижения
- Чемпион Латвии (2005/06, 2006/07).
- Серебряный призёр и самый результативный игрок Шенкер-лиги (2006/07).
- Бронзовый призёр и самый результативный игрок чемпионата Франции (2007/08).
- Победитель Кубка Европейской конфедерации волейбола (2008/09).
- Бронзовый призёр чемпионата Турции (2010/11, 2013/14).
- Победитель Кубка Турции (2009/10) и Суперкубка Турции (2010).